# Jaborosa caulescens
Jaborosa caulescens är en potatisväxtart som beskrevs av John Gillies och Hook. Jaborosa caulescens ingår i släktet Jaborosa och familjen potatisväxter. Utöver nominatformen finns också underarten J. c. bipinnatifida.